# Suzuki Advanced Cooling System
El SACS, siglas de Suzuki Advanced Cooling System (Sistema Avanzado Suzuki de Refrigeración), es un sistema empleado por el fabricante Suzuki en algunos de sus motores de motocicleta. Básicamente consiste en un motor refrigerado por aire, con aletas embrionarias en los cilindros, pero contando con la ayuda del aceite del motor, que circula de modo análogo al agua en los motores que emplean refrigeración líquida. También chorros de aceite son dirigidos a la parte interior de los pistones, y un gran radiador de aceite contribuye a reducir la temperatura del sistema. 

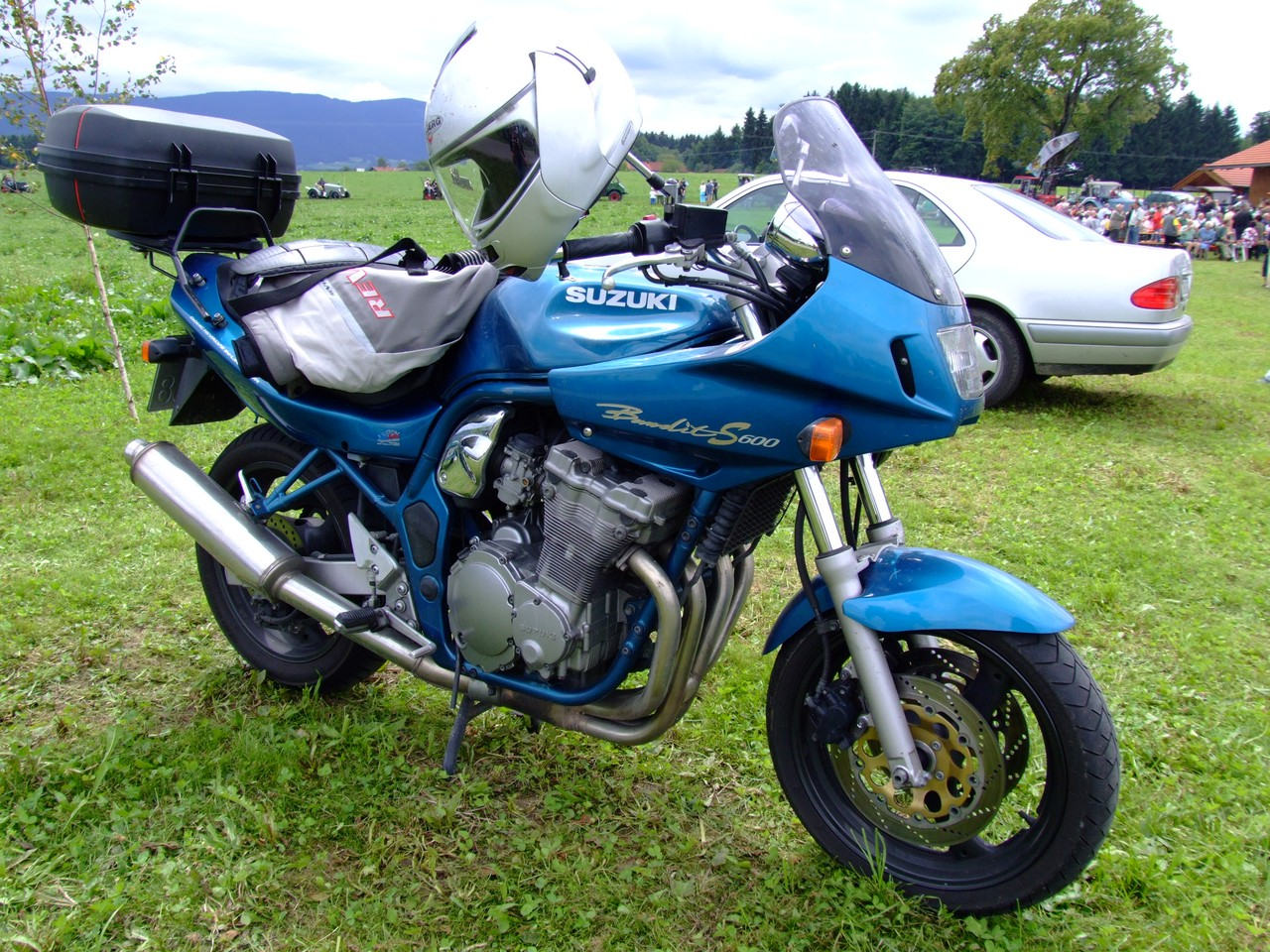
En un modelo naked como la Suzuki Bandit S600, se aprecia perfectamente el alabeado de los cilindros, y el radiador de aceite sobre los colectores de escape.

La principal ventaja de este sistema frente a la refrigeración líquida convencional se encuentra en el ahorro de peso y menor complejidad, al no necesitar dos circuitos independientes, uno para agua y otro para aceite. También se elimina la necesidad de una bomba de agua. El principal inconveniente es una mayor temperatura de funcionamiento, con lo que el rendimiento del motor es variable en función de la temperatura exterior, resultando excelente con bajas temperaturas.